# Robert Firmhofer
 (décembre 2012).
Si vous disposez d'ouvrages ou d'articles de référence ou si vous connaissez des sites web de qualité traitant du thème abordé ici, merci de compléter l'article en donnant les références utiles à sa vérifiabilité et en les liant à la section « Notes et références ».
Robert Firmhofer, né le 13 août 1964 à Varsovie (Pologne), est un journaliste polonais et vulgarisateur scientifique, directeur du Centre des sciences Copernic à Varsovie.

## Biographie
Il est diplômé d'histoire de la philosophie à l'Académie de théologie catholique de Varsovie. Journaliste pour la radio polonaise Polskiego Radia de 1994 à 2004, il en est devenu directeur adjoint. 
En 1997, il cofonde le projet de vulgarisation scientifique du nom de Pique-nique de la Science avec Polskiego Radia et devient président du comité organisateur de cet événement devenu la plus grande initiative en plein air de vulgarisation de la science en Europe. En 2004, il devient responsable du projet du Centre des Sciences Copernic. Après la mise en place de cette institution, Firmhofer en devient directeur (2006). 
Il est aussi élu en 2011 président de ECSITE, l'association européenne des musées et des centres de recherche. Il est également membre du Conseil pour la science de l'Académie polonaise des Sciences.
En 2012, pour sa contribution exceptionnelle dans le domaine de la vulgarisation de la science en Pologne et dans le monde, pour la promotion de la coopération scientifique internationale, le président Bronisław Komorowski lui a décerné la Croix d'Officier de l'Ordre polonais Polonia Restituta.